# Ernst Wilhelm Moes

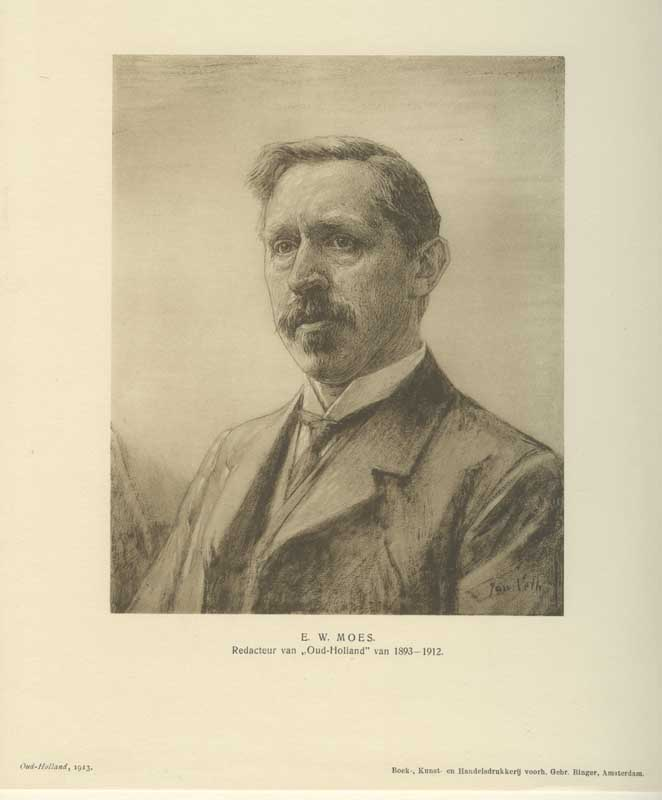
E.W. Moes von Jan Veth.

Ernst Wilhelm Moes (geboren am 5. September 1864 in Amsterdam; gestorben am 30. Oktober 1912 ebenda) war ein niederländischer Kunsthistoriker.

## Leben und Wirken
Seine Eltern stammten ursprünglich aus Deutschland. Sein Vater war August Leopold Moes, seine Mutter Maria Mathilde Catharina Gertrude (geborene Breitenstein). Er war das jüngste von neun Kindern, von denen einige schon früh durch Krankheit starben. Moes besuchte von 1876 bis 1881 ein Gymnasium in Amsterdam, bereits hier zeigte sich seine Neigung zu alten Büchern. Im Anschluss studierte er von 1884 bis 1886 an der städtischen Universität zunächst ein Jahr Jura, dann Geschichte bei Theodorus Jorissen. Ohne sein Studium abgeschlossen zu haben, begann er 1885 im Auktionshaus Frederik Muller in Amsterdam zu arbeiten. Er unterhielt gute Beziehungen zum Rotterdamer Archiv, in dem er ab 1886 als zweiter Archivar tätig war, so dass ihm später die Ehrenmitgliedschaft des „Rotterdamschen Kunstkring“ zuteilwurde. Seit 1888 war er Mitglied der Maatschappij der Nederlandse Letterkunde (Gesellschaft der niederländischen Literatur) in Leiden.
1890 wurde er Unterbibliothekar in der Amsterdamer Universitätsbibliothek, was er bis 1898 blieb.
Zu seinen Werken zählen zahlreiche Porträts, Biografien und Berichte zu niederländischer Malerei oder Skulpturen aus früheren Jahrhunderten. Von 1893 bis 1904 war Moes Sekretär der Rembrandtgesellschaft und verblieb anschließend in deren Vorstand. Er war zudem von 1893 bis 1912 Redakteur der Zeitschrift Oud Holland und gehörte der Teylers Stiftung an.
Am 10. September 1900 heiratete er Cornelia Rembrandina Valeton, mit der er vier Kinder hatte (drei Söhne und eine Tochter).
1898 wurde er stellvertretender Direktor des Kupferstichkabinetts des Rijksmuseums in Amsterdam, von 1903 bis 1912 war er dessen Direktor.
Anfang des Jahres 1912 begab er sich aufgrund einer anhaltende Heiserkeit in ärztliche Behandlung. Er litt, wie sich herausstellte an Tuberkulose, so dass ihm ein Kuraufenthalt in einem Sanatorium im Schwarzwald verordnet wurde. Im Spätsommer des Jahres kehrte er nach Amsterdam zurück. Am Tag seines Todes war er voller neuer Pläne in seinem Büro erschienen, brach dann auf dem Heimweg zusammen und verstarb.

## Veröffentlichungen (Auswahl)
Er verfasste zahlreiche Beiträge zu biografischen Lexika, Zeitschriften, Monographien oder Nachrufe auf verstorbene Kollegen.
- Artikel in Oud-Holland. Band 3–31, 1885–1913 ISSN 1875-0176.
- ab 1888 Roevers Amsterdamsch Jaarboekje.
- Iconographia Batava. Beredeneerde lijst van geschilderde en gebeeldhouwde portretten van Noord-Nederlanders in vorige eeuwen. 2 Bände, Amsterdam 1892–1905 (archive.org).
- mit Combertus Pieter Burger: De Amsterdamsche boekdrukkers en uitgevers in de zestiende eeuw. 4 Bände, C. L. van Langenhuysen, Amsterdam / Nijhof, ’s-Gravenhage 1896–1915 (Nachdruck HES, Utrecht 1988, ISBN 90-6194-466-X).
- Frans Hals, sa vie et son œuvre. G. van Oest & cie, Brüssel 1909 (archive.org).
- mit Eduard van Biema: De Nationale Konste-Gallery en het Koninklijk Museum. Bijdrage tot de geschiedenis van het Rijksmuseum en Eduard van Biema. F. Muller, Amsterdam 1909 (archive.org).
- Artikel in: Allgemeines Lexikon der Bildenden Künstler von der Antike bis zur Gegenwart. Band 1–8, 1907–1911.
- mit Wilhelm Martin: Altholländische Malerei. Gemälde von holländischen und vlämischen Meistern in Rathäusern, kleineren Museen, Kirchen, Stiften, Waisenhäusern, Senatszimmern, u.s.w., und in Privatbesitz. Klinkhardt & Biermann, Leipzig 1, 1911/12 – 2, 1913/15.

Als Herausgeber:
- Handzeichnungen der holländischen und vlämischen Schulen im kgl. Kupferstichkabinett zu Amsterdam. Band 1. Nijhoff, Den Haag 1904 (archive.org).
- Handzeichnungen der holländischen und vlämischen Schulen im kgl. Kupferstichkabinett zu Amsterdam. Band 2. Nijhoff, Den Haag 1907.